# Open d'Austràlia
L'Open d'Austràlia, Obert d'Austràlia o Australian Open, és un torneig de tennis que se celebra a la fi del mes de gener a la ciutat de Melbourne, Austràlia. És el primer dels quatre torneigs de Grand Slam que es disputen durant la temporada de tennis.
Va iniciar-se com un torneig tennístic a escala nacional el 1905 per esdevenir posteriorment el Campionat australià fins a l'arribada de l'era Open el 1968. Emplaçat inicialment sobre la superfície de gespa a Kooyong, es desplaçà el 1980 a Melboune Park, al marge sud-est del districte de negocis de la ciutat, i també canviar a superfície a pista dura. Després d'utilitzar la superfície Rebound Ace durant vint anys, l'any 2009 es va canviar a la superfície acrílica anomenada Plexicushion. Aquest canvi es va produir per les nombroses queixes que es van realitzar per ser causa de moltes lesions. Per altra banda, la nova superfície també va generar controvèrsies per ser molt semblant al DecoTurf que s'utilitza en el US Open. Seguidament es va canviar el tipus de pista als principals tornejos previs que se celebren com a preparació d'aquest Grand Slam.
L'any 1977 es van jugar dues edicions del torneig, el primer al mes de gener i el segon al desembre, passant a disputar-se en aquell mes fins a l'any 1985, fixant-se definitivament al mes de gener de cada any. Per aquest motiu l'any 1986 no es va celebrar el torneig. Com la resta de Grand Slams, es disputa la competició en categories individuals, dobles, dobles mixts, juniors i veterans, totes per homes i dones.
Les dues pistes principals, Rod Laver Arena i Hisense Arena, disposen de sostre retràctil que pot ser utilitzat en cas de pluja o calor extrema. Per aquest motiu, és l'únic torneig del Grand Slam que es pot jugar sense dependre de les condicions meteorològiques. Tenint en compte la situació geogràfica d'Austràlia i que al gener és estiu a l'hemisferi inferior, el torneig és famós per les caloroses temperatures i l'alta humitat.

## Història

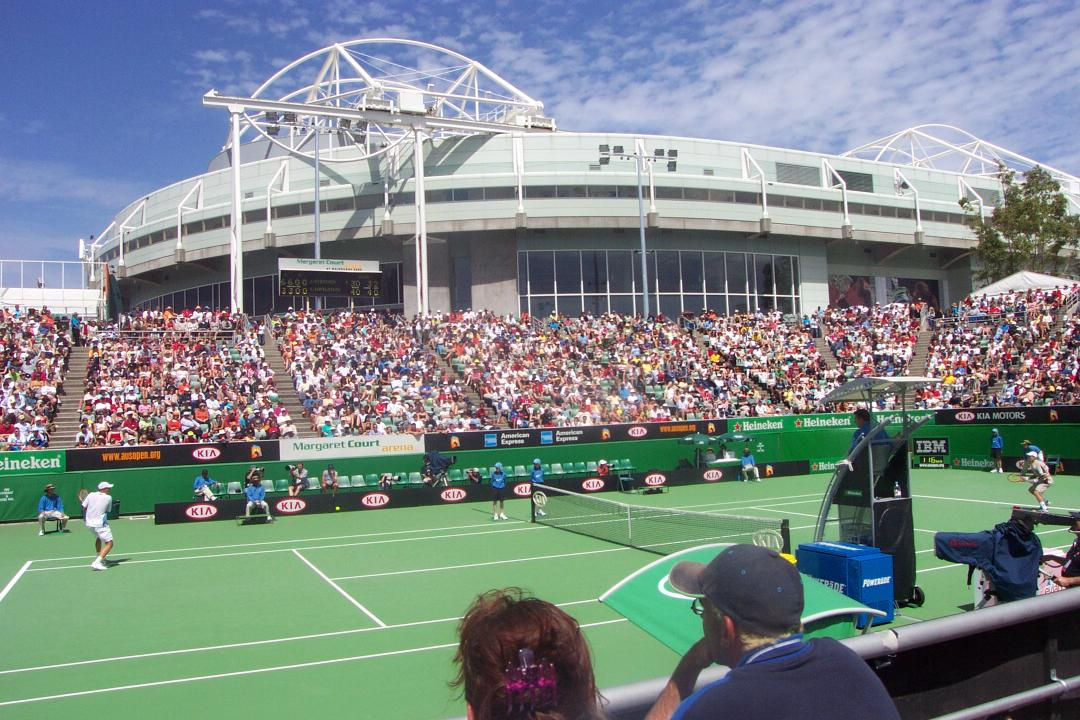
El Margaret Court Arena a l'Open d'Austràlia, en segon terme el Rod Laver Arena.

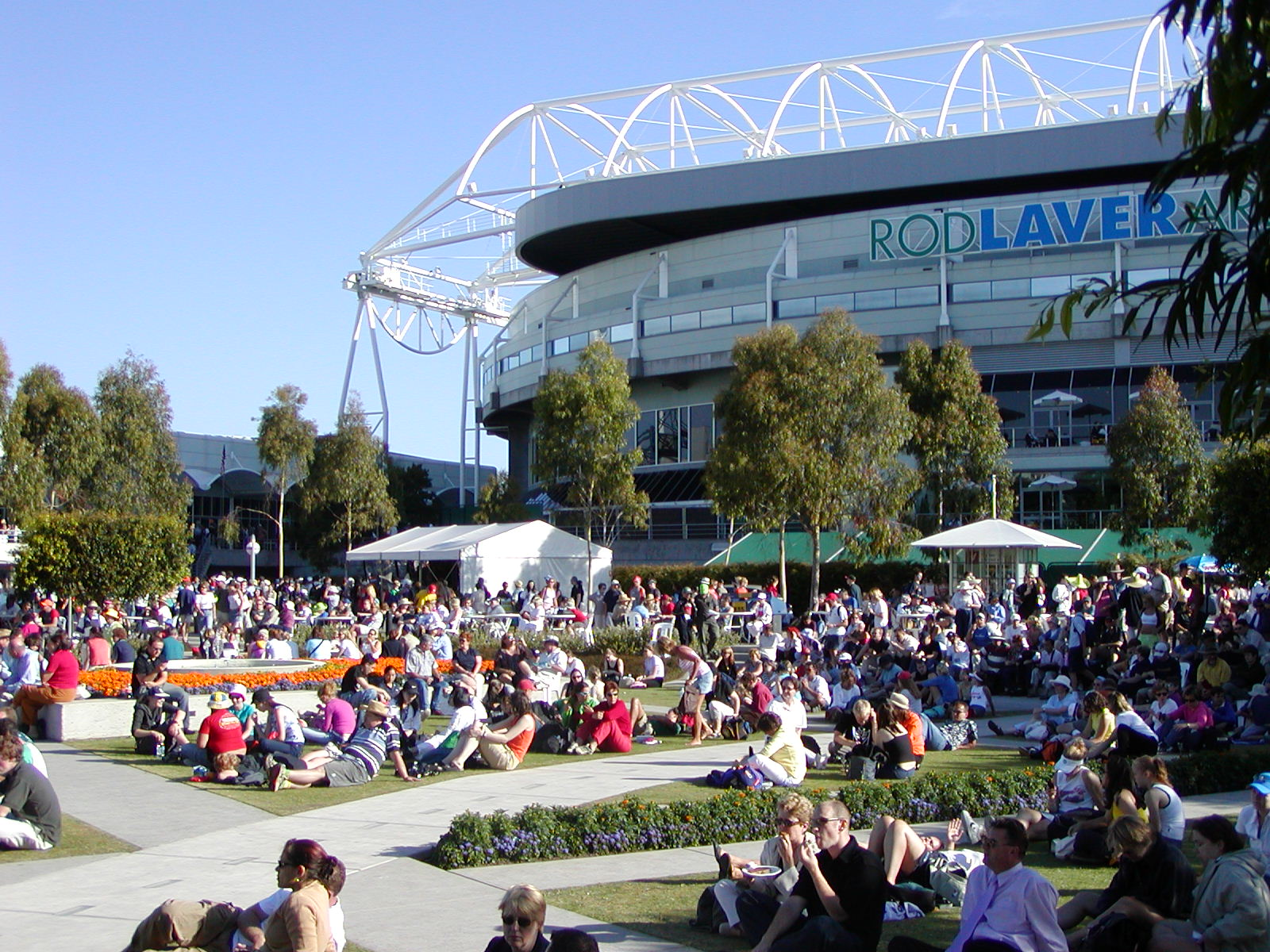
Rod Laver Arena, pista central del Melbourne Park.

L'Open d'Austràlia està administrat per Tennis Australia, organisme que anteriorment s'anomenava Lawn Tennis Association of Australia (LTAA). La primera edició del torneig es va disputar al Warehouseman's Cricket Ground, situat al carrer St Kilda Road de Melbourne, l'any 1905. Aquesta seu es coneix actualment com Albert Reserve Tennis Centre. El torneig es va crear amb el nom The Australasian Championships, l'any 1927 va canviar a Australian Championships, i des de la creació de l'Era Open, l'any 1969, va canviar a Australian Open, nom que ha conservat des de llavors.
Des de la seva inauguració, el torneig ha canviat de localització en set ocasions, cinc ciutats australianes i dues neozelandeses: Melbourne, Sydney (17), Adelaida (14), Brisbane (7), Perth (3), Christchurch (1906) i Hastings (1912). L'any 1972 es va decidir establir una única, de forma que fou escollit el Kooyong Lawn Tennis Club perquè la ciutat de Melbourne va aconseguir major patrocini. A causa del creixement de l'assistència al torneig, el club es va quedar petit, i l'organització va decidir canviar la seu per ampliar l'aforament. L'any 1988 es va inaugurar el Melbourne Park, anteriorment Flinders Park, i el creixement de públic fou instantani, l'assistència va passar de 140.000 a més de 250.000.
Degut a la seva distància geogràfica d'Europa i Amèrica, als inicis del torneig, l'assistència de tennistes estrangers fou molt petita. A la dècada de 1920, el viatge a Austràlia des d'Europa s'havia de fer en vaixell i durava uns 45 dies. Inclús, alguns tennistes del mateix país no podien realitzar el viatge fàcilment. Per exemple, quan es va disputar a Perth, pocs tennistes van travessar el país (3.000 km) per assistir al torneig, o quan es va disputar a Nova Zelanda, pocs tennistes australians van viatjar al país veí. Els primers tennistes que van viatjar en avió, fou l'equip estatunidenc per a la celebració de la Copa Davis de l'any 1946.
Les primeres edicions de l'Australasian Championships va patir la competència de la resta de tornejos que se celebraven en la zona d'Australàsia, la majoria d'estats d'Austràlia i Nova Zelanda celebraven els seus propis tornejos. Els millors tennistes australians i neozelandesos de l'època van jugar poques edicions d'aquest torneig perquè preferien jugar a Europa o als Estats Units, ja que el prestigi era major. Altres tennistes de prestigi estrangers, ni tan sols disputaven els tornejos per evitar el llarg desplaçament en vaixell i tenint en compte que es tractaven de campionats amateurs.
L'any 1969, amb l'estrena de l'Era Open, es va celebrar el primer Open d'Austràlia a Brisbane obert a tots els tennistes. Tanmateix, la dificultat per desplaçar-se a Austràlia, les dates en què se celebrava (després de Nadal i Cap d'Any) i un premi poc atractiu, va evitar que molts tennistes importants disputessin aquest torneig. Aquesta dinàmica va canviar a partir de l'any 1983, els millors tennistes del moment: Ivan Lendl, John McEnroe i Mats Wilander van decidir participar en el torneig amb la victòria de l'últim. Amb l'arribada dels grans tennistes internacionals, la Federació Internacional de Tennis va apuntar que seria convenient un canvi de seu per poder organitzar un esdeveniment d'aquesta magnitud. Pocs anys després van començar les obres per construir el Flinders Park, que posteriorment va canviar de nom a Melbourne Park, amb el tipus de superfície Rebound Ace.
Durant tota la seva història, les dates de celebració no han estat mai fixes, canviant entre desembre i gener. Aquest fet ha provocat que es disputés el torneig dues vegades en un mateix any i com a conseqüència en algun any no es disputés el torneig. Des de l'edició de l'any 1987, l'Obert d'Austràlia s'ha disputat sempre a la fi de gener sense excepció. Això no obstant, algunes tennistes importants han declarat que aquest Grand Slam se celebra massa aviat i que seria convenient desplaçar-lo almenys un mes, ja que consideren que encara està massa a prop a les festes nadalenques i molts jugadors tenen problemes per aconseguir un estat de forma òptim.
L'any 2008, les autoritats de Nova Gal·les del Sud van proposar un nou canvi de seu tenint en compte que el contracte d'amfitrió que posseeix Melbourne finalitza l'any 2016. La proposta inicial és celebrar l'esdeveniment al complex Glebe Island de Sydney. Tanmateix, les autoritats de Victòria es mantenen inflexibles i ja van anunciar un enfortiment de la seva seu, amb una consegüent millora de les infraestructures, millor cobertura audiovisual, i fins i tot la construcció de noves oficines centrals per a l'organització Tennis Australia.

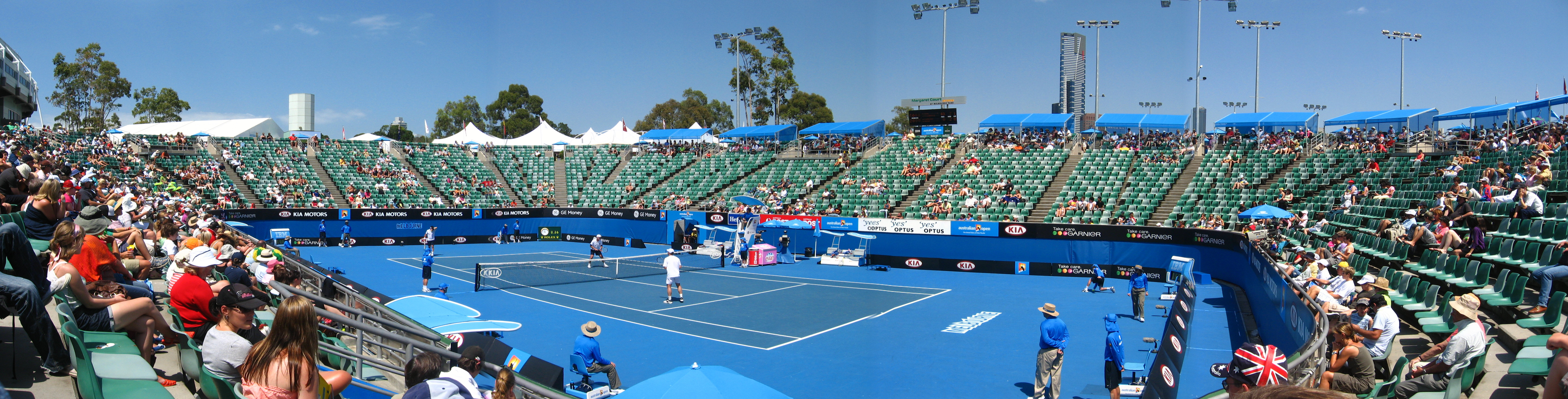
Imatge panoràmica del Margaret Court Arena durant l'Open d'Austràlia de 2008.

## Premis
Els noms dels vencedors són inscrits a perpetuïtat en els respectius trofeus. En la categoria individual femenina, el trofeu s'anomena Daphne Akhurst Memorial Cup i en la masculina Norman Brookes Challenge Cup. Actualment, la distribució dels premis econòmics és la mateixa tant per homes com per dones, que en el cas dels vencedors individuals és de 2.000.000 A$ (aproximadament 1.134.200 €).

## Palmarès
- Individual masculí
- Individual femení
- Dobles masculins
- Dobles femenins
- Dobles mixts

### Campions actuals

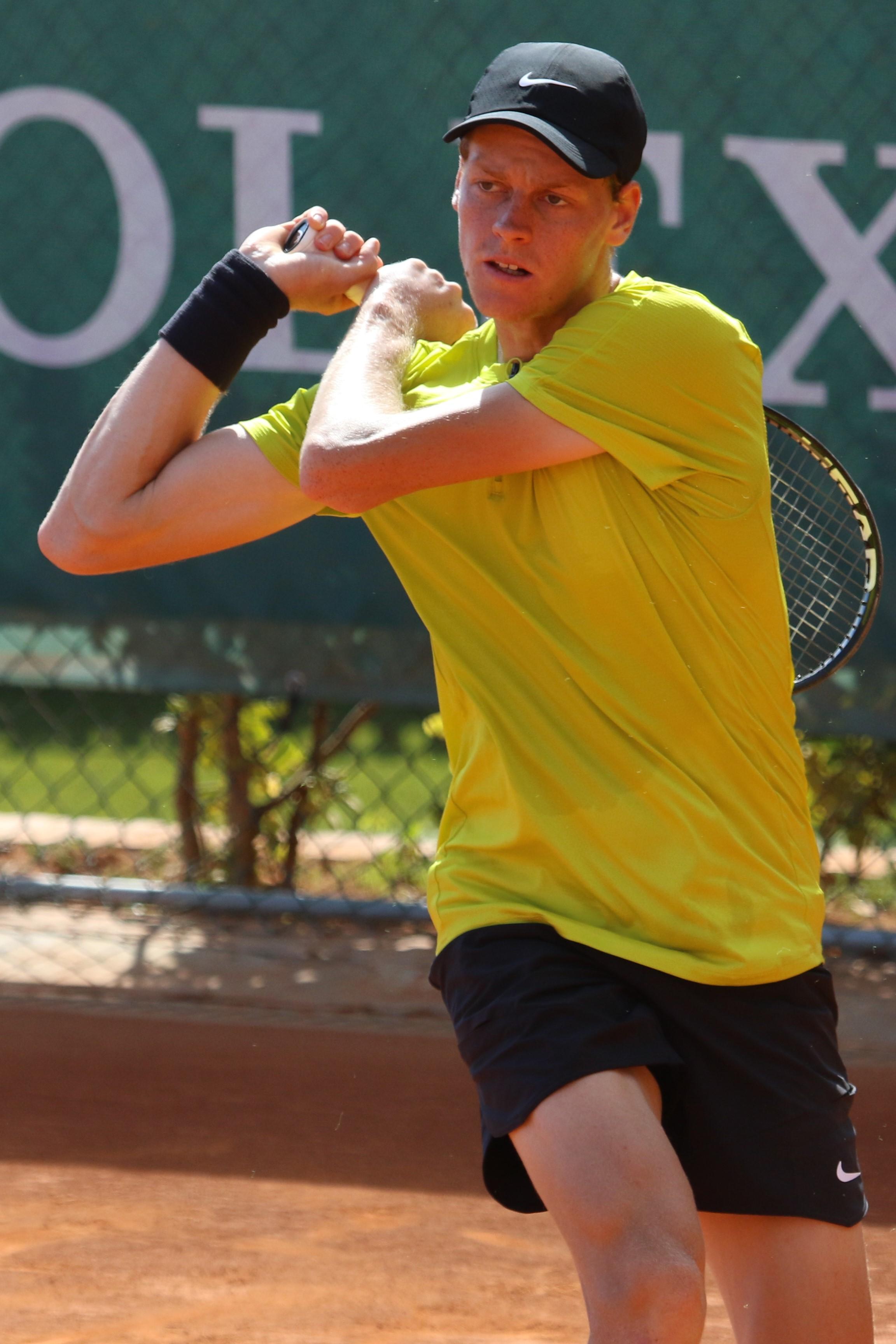
Jannik Sinner
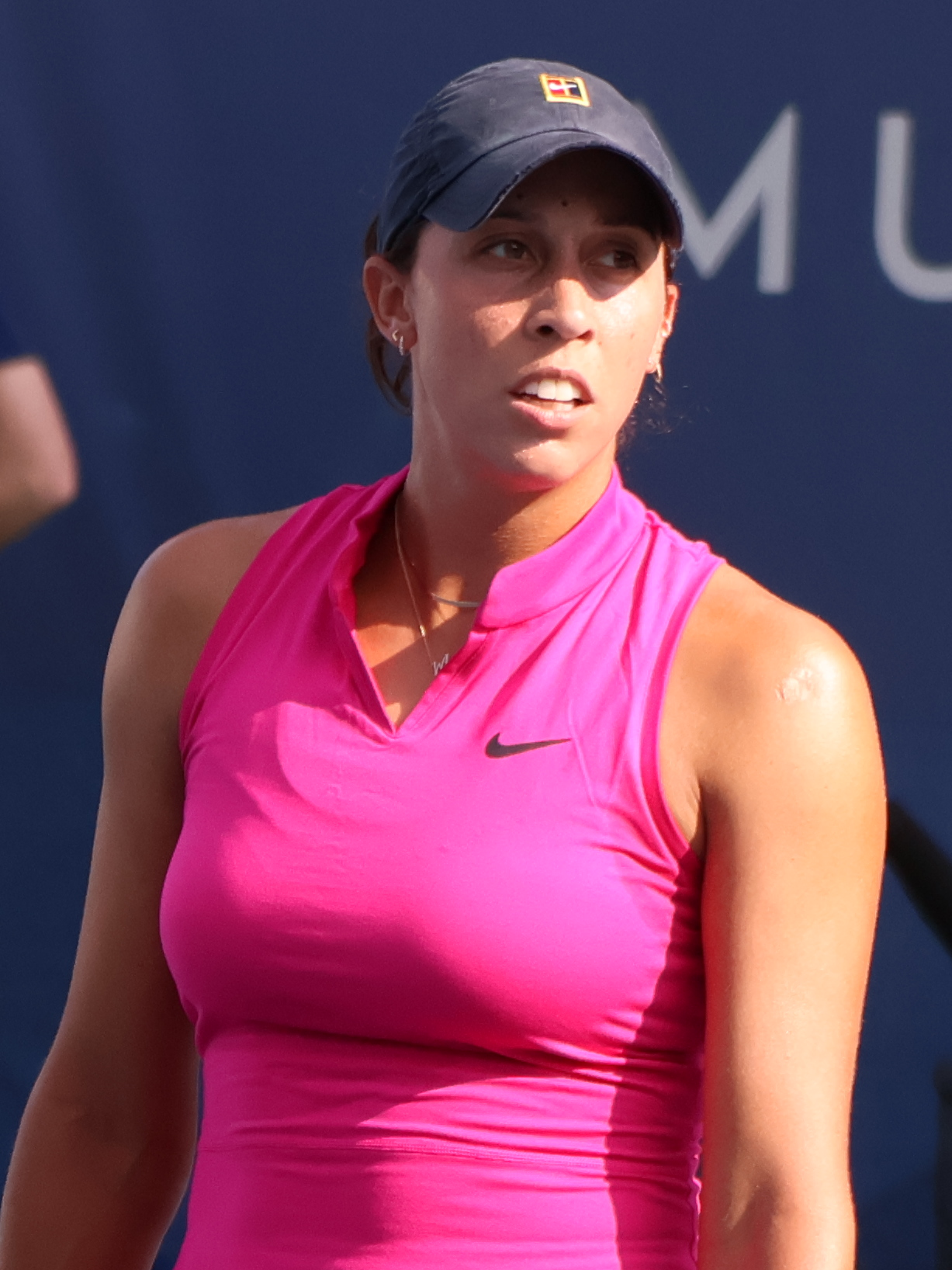
Madison Keys
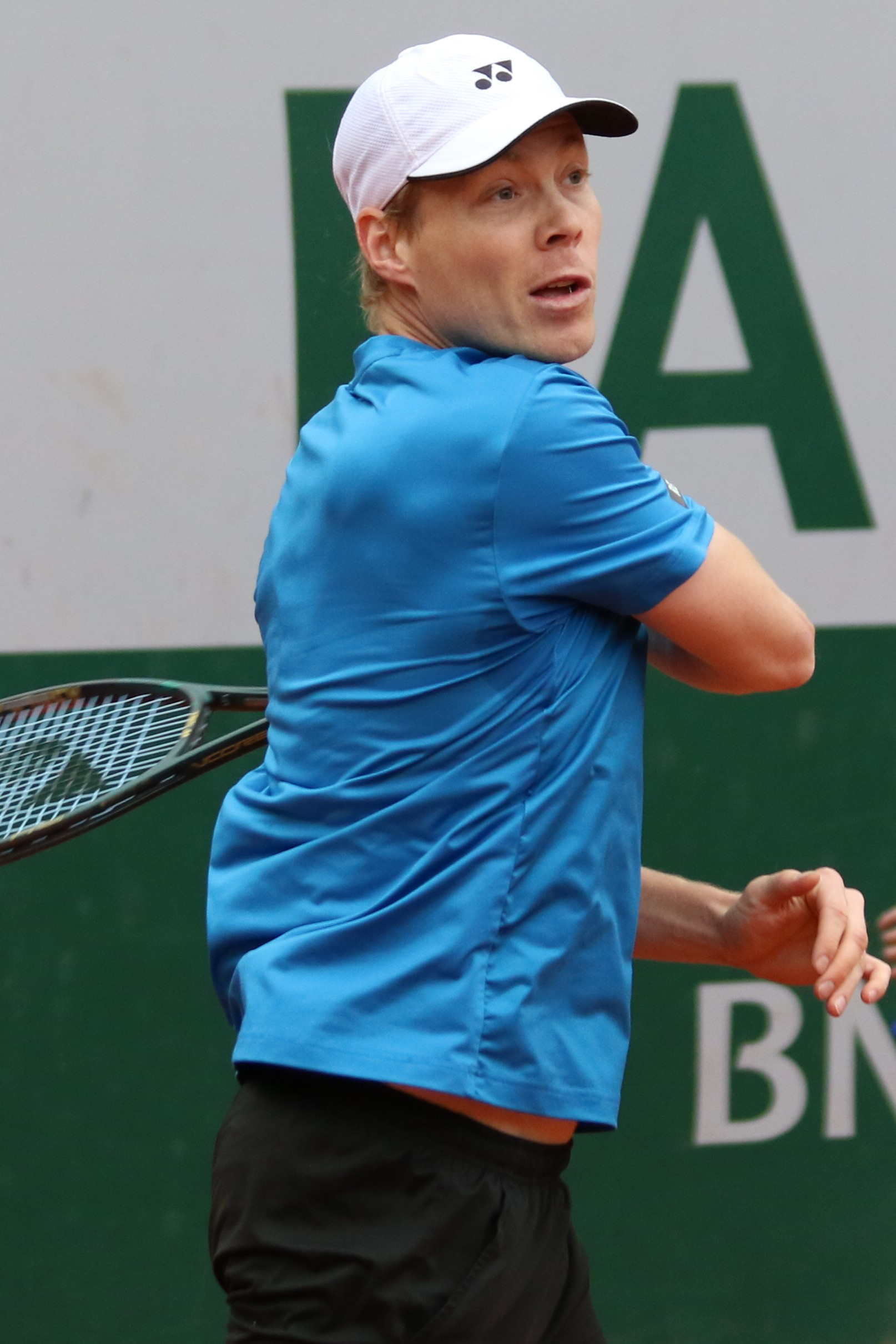
Harri Heliövaara
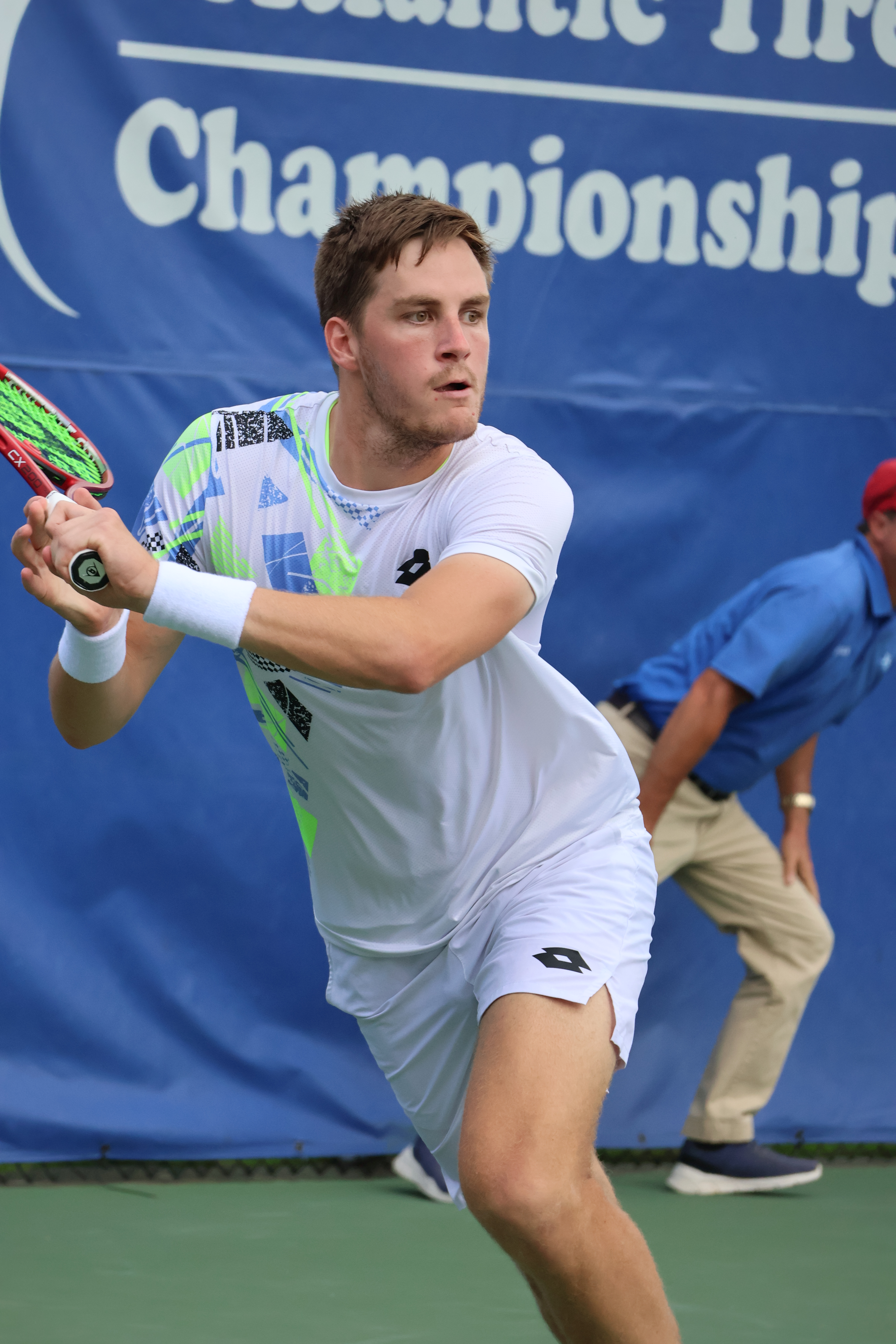
Henry Patten
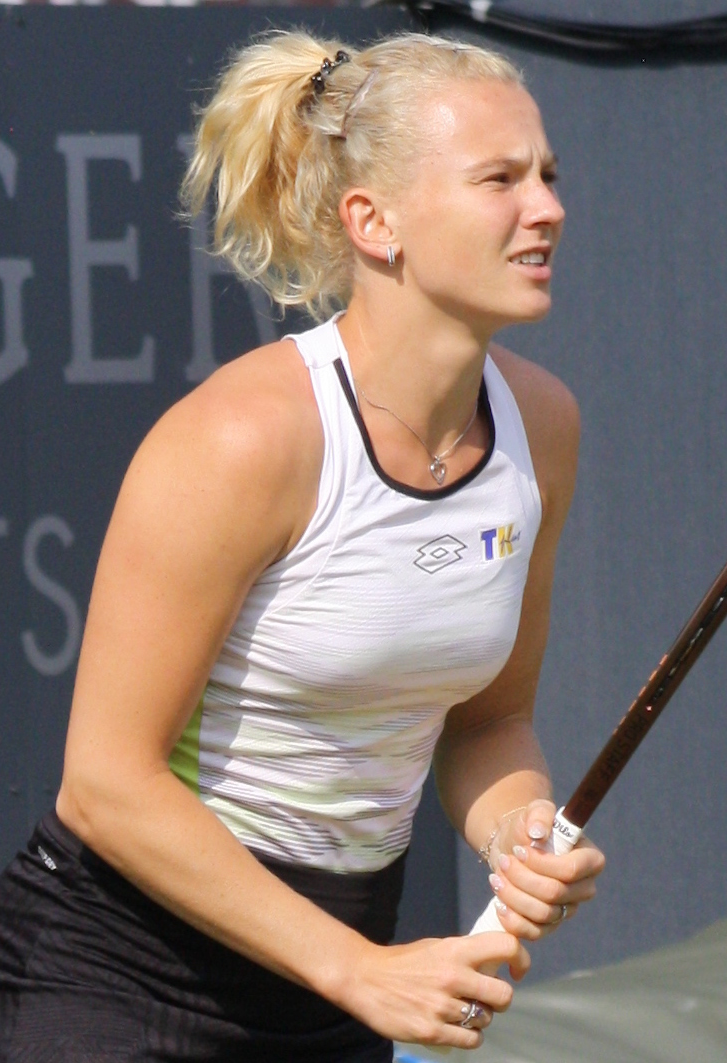
Kateřina Siniaková
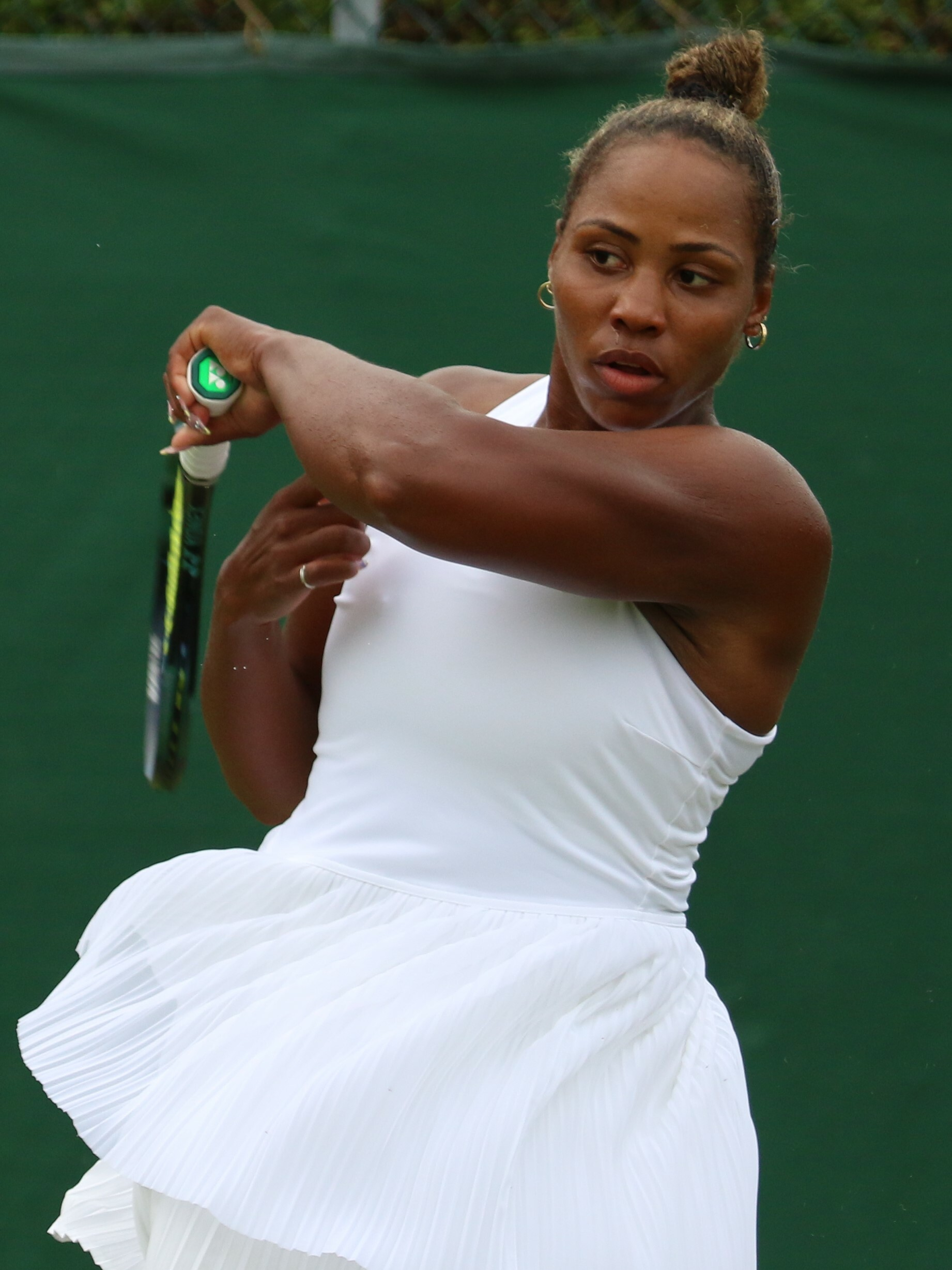
Taylor Townsend
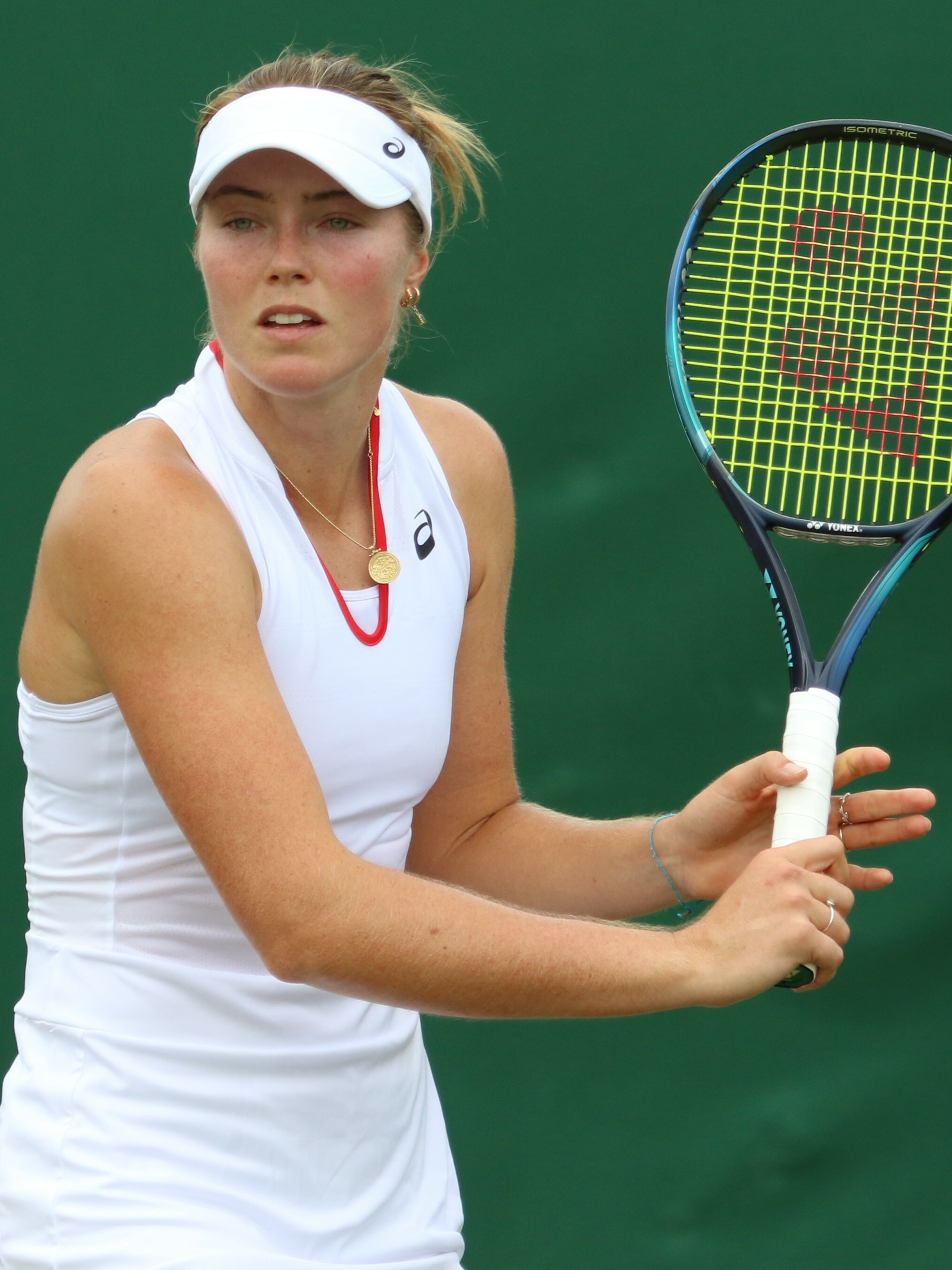
Olivia Gadecki
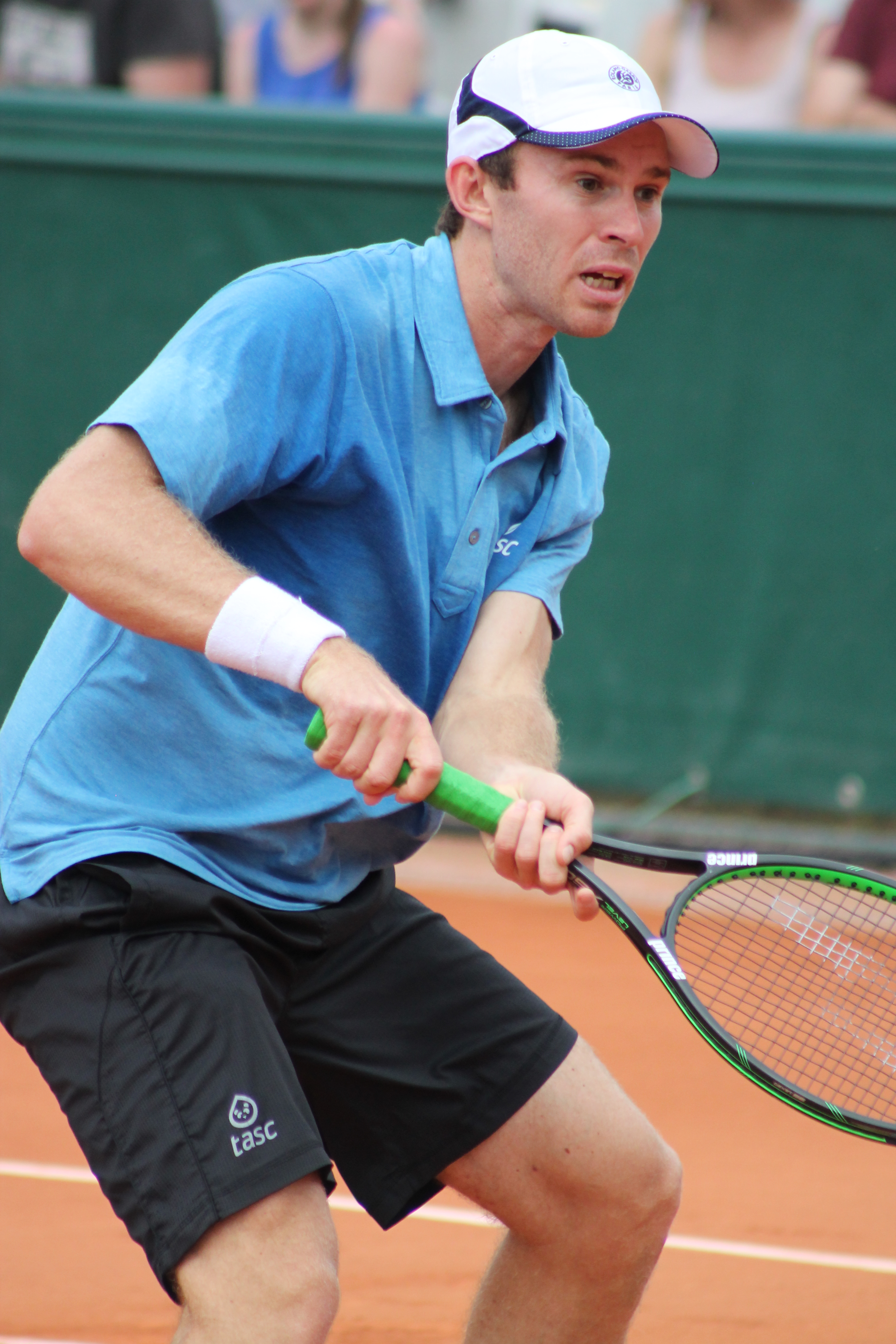
John Peers

## Estadístiques
|                        | Anterior a 1969                          | Anterior a 1969                                                              | Era Open (1969-actualitat)               | Era Open (1969-actualitat)                           |
| N.                     | Tennista                                 | N.                                                                           | Tennista                                 |                                                      |
| ---------------------- | ---------------------------------------- | ---------------------------------------------------------------------------- | ---------------------------------------- | ---------------------------------------------------- |
| Masculí                |                                          |                                                                              |                                          |                                                      |
| Totes les competicions | 13                                       | Adrian Quist (3, 10, 0)                                                      | 10                                       | Novak Đoković (10, 0, 0)                             |
| Títols individuals     | 6                                        | Roy Emerson                                                                  | 10                                       | Novak Đoković                                        |
| Títols dobles          | 10                                       | Adrian Quist                                                                 | 6                                        | Bob Bryan Mike Bryan                                 |
| Títols dobles mixtos   | 4                                        | Harry Hopman Colin Long                                                      | 3                                        | Jim Pugh Daniel Nestor Leander Paes                  |
| Campió més jove        | Ken Rosewall (1953, 18 anys i 2 mesos)   | Ken Rosewall (1953, 18 anys i 2 mesos)                                       | Ken Rosewall (1953, 18 anys i 2 mesos)   | Ken Rosewall (1953, 18 anys i 2 mesos)               |
| Campió més vell        | Ken Rosewall (1972, 37 anys i 2 mesos)   | Ken Rosewall (1972, 37 anys i 2 mesos)                                       | Ken Rosewall (1972, 37 anys i 2 mesos)   | Ken Rosewall (1972, 37 anys i 2 mesos)               |
| Femení                 |                                          |                                                                              |                                          |                                                      |
| Totes les competicions | 20                                       | Nancye Wynne Bolton (6, 10, 4)                                               | 12                                       | / Martina Navrátilová (3, 8, 1)                      |
| Títols individuals     | 7                                        | Margaret Court (11 en total)                                                 | 7                                        | Serena Williams                                      |
| Títols dobles          | 12                                       | Thelma Coyne Long                                                            | 8                                        | / Martina Navrátilová                                |
| Títols dobles mixtos   | 4                                        | Daphne Akhurst Cozens Nell Hall Hopman Nancye Wynne Bolton Thelma Coyne Long | 2                                        | Larisa Savchenko Neiland Jana Novotná Martina Hingis |
| Campiona més jove      | Martina Hingis (1997, 16 anys i 3 mesos) | Martina Hingis (1997, 16 anys i 3 mesos)                                     | Martina Hingis (1997, 16 anys i 3 mesos) | Martina Hingis (1997, 16 anys i 3 mesos)             |
| Campiona més vella     | Thelma Long (1954, 35 anys i 8 mesos)    | Thelma Long (1954, 35 anys i 8 mesos)                                        | Thelma Long (1954, 35 anys i 8 mesos)    | Thelma Long (1954, 35 anys i 8 mesos)                |